# Spentrup
Spentrup is een plaats in de Deense regio Midden-Jutland, gemeente Randers, en telt 2372 inwoners (2007).

## Geboren
- Michael Gravgaard (1978), Deens voetballer